# USV Olympic
Union sportive Valenciennes Olympic was een Franse damesbasketbalclub uit Valenciennes. De club werd in totaal 7 keer Frans landskampioen en won de Coupe de France 5 keer. In 2008 werd de club opgeheven.

## Erelijst
- Landskampioenschap Frankrijk (7):

Winnaar: 1994, 2001, 2002, 2003, 2004, 2005, 2007
Tweede: 1996, 1997, 1998, 1999, 2000, 2006
- Coupe de France (5):

2001, 2002, 2003, 2004, 2007
2000, 2005, 2006 (Runner-up)
- Tournoi de la Fédération (8):

1992, 1994, 1997, 1998, 2002, 2003, 2004, 2005
1993, 2001, 2006, 2007, 2008 (Runner-up)
- EuroLeague Women (2):

2002, 2004
2001, 2003 (Runner-up)

## Bekende spelers
- Nicole Antibe
- Isabelle Fijalkowski
- Edwige Lawson-Wade
- Sandra Le Dréan
- Élodie Godin
- Sandrine Gruda
- Sylvie Gruszczynski
- Emmanuelle Hermouet
- Audrey Sauret
- Laure Savasta
- Sarah Michel
- Małgorzata Dydek
- Jurgita Štreimikytė-Virbickienė
- Teresa Edwards
- Ana Belén Álvaro Bascuñana
- Kristi Harrower
- Vedrana Grgin-Fonseca
- Slobodanka Tuvić
- Ann Wauters
- - Allison Feaster
- Nyedzi Kpokpoya
- Suzy Batkovic